# Antisemitismo secundario
El antisemitismo secundario es una forma particular de antisemitismo que se considera surgida tras la Segunda Guerra Mundial, y se interpreta no como una negación del Holocausto, sino como resultado de este.Una cita representativa del concepto, recogida en el libro Der Ewige Antisemit de Henryk M. Broder (1986), es la del psiquiatra israelí Zvi Rex:«Los alemanes nunca perdonarán a los judíos por Auschwitz».El término fue introducido por Peter Schönbach, colaborador de la Escuela de Frankfurt junto a Theodor Adorno y Max Horkheimer, dentro del marco de la teoría crítica.

En una conferencia de 1959 titulada Was bedeutet: Aufarbeitung der Vergangenheit, incluida posteriormente en su libro Eingriffe (1963),Adorno analizó críticamente la tendencia generalizada en la Alemania de posguerra a vincular a los judíos con el propio Holocausto, tanto asociándolos como atribuyéndoles responsabilidad. Según él, era común la creencia de que los judíos compartían la culpa por los crímenes perpetrados contra ellos mismos. Esta noción se expresaba en diferentes formas, una de las cuales sostenía que los judíos se beneficiaban o manipulaban el sentimiento de culpa alemán por el Holocausto.
A veces se declara a los vencedores la causa de lo que los derrotados hicieron cuando aún estaban al mando, y se declara culpables de los crímenes de Hitler a quienes consintieron su ascenso al poder, no a quienes lo aclamaron. La idiotez de todo esto es, de hecho, un indicio de algo mentalmente insuperable, de una herida, aunque el pensamiento sobre las heridas debería dedicarse a las víctimas.
Al comienzo, los pensadores de la Escuela de Frankfurt describieron el fenómeno como un “antisemitismo defensivo por culpa”, es decir, una actitud antisemita impulsada por la necesidad de desviar la responsabilidad.La reincorporación de numerosos funcionarios del Tercer Reich —tanto de bajo como de alto rango— a la vida pública tras la guerra, a pesar de su implicación directa en los crímenes del nazismo, alimentó este tipo de antisemitismo. Un caso emblemático fue el del canciller Konrad Adenauer, quien nombró a Hans Globke como jefe de la Cancillería, a pesar de que este había participado en la redacción de la Ley Habilitante de 1933 y en la interpretación legal de las leyes raciales de Núremberg de 1935.Según Adorno, una parte importante de la sociedad alemana se negó a enfrentar críticamente estos hechos y, en su lugar, adoptó la idea de que los judíos eran culpables de su propia persecución.
Se planteó una interpretación distinta respecto a la violencia antisemita surgida en la Europa del Este tras la guerra. En 1946, el escritor eslovaco Karel František Koch afirmó que los actos que observó en Bratislava no eran expresiones de antisemitismo como tal, sino algo aún más grave: el temor de quienes se habían apropiado de bienes judíos a tener que devolverlos. Esta postura fue respaldada por el académico checo-eslovaco Robert Pynsent.Se estima que solo alrededor del 15% de las propiedades judías fueron restituidas luego del conflicto, siendo la devolución particularmente escasa en Europa del Este. El valor total de las propiedades no recuperadas ha sido calculado en más de 100 millones de dólares (según cifras de 2005).